# Rafael Casero
Casero  Moreno est un nom espagnol. Le premier nom de famille, en général paternel, est Casero ; le second, en général maternel, souvent omis, est Moreno.
Rafael Casero Moreno (né le 9 octobre 1976 à Valence) est un ancien coureur cycliste espagnol. Il est actuellement directeur sportif de l'équipe Inteja-Dominican.

## Biographie
Rafael Casero commence sa carrière professionnelle en 2000 dans l'équipe Festina, aux côtés de son frère Ángel. Il participe au Tour d'Espagne 2001 qui voit la victoire finale d'Ángel.
Membre de 3 Molinos Resort en 2006, il a mis fin à sa carrière après la disparition de l'équipe en fin de saison.

## Palmarès

### Palmarès amateur
- 1998
  - 3e étape du Tour de Tenerife
- 1999
  - 2e du Tour du Portugal de l'Avenir

### Palmarès professionnel
- 2003
  - 2e étape du Tour de la Communauté valencienne
  - 2e du championnat d'Espagne sur route
  - 4e du Tour de Catalogne

## Résultats sur les grands tours

### Tour d'Espagne
6 participations
- 2000 : 119e
- 2001 : 123e
- 2002 : 40e
- 2003 : 86e
- 2004 : 75e
- 2005 : 51e